# Veyrignac
Verignac (okzitanisch: Veirinhac) ist ein Ort und eine südwestfranzösische Gemeinde (commune) mit 325 Einwohnern (Stand 1. Januar 2022) in der alten Kulturlandschaft des Périgord im Département Dordogne im Nordosten der Region Aquitanien.

## Lage
Der Ort Verignac liegt auf dem Südufer der Dordogne im Périgord Noir etwa 15 Kilometer (Fahrtstrecke) südöstlich von Sarlat-la-Canéda in einer Höhe von ca. 125 Metern ü. d. M.; der Kantonshauptort Carlux befindet sich etwa zehn Kilometer nordöstlich. Der Ort Souillac mit seiner berühmten Abteikirche befindet sich nur etwa 19 Kilometer nordöstlich.

## Bevölkerungsentwicklung
| Jahr      | 1968 | 1975 | 1982 | 1990 | 1999 | 2006 | 2018 |
| Einwohner | 221  | 222  | 233  | 213  | 233  | 273  | 337  |

Im 19. Jahrhundert lag die Einwohnerzahl der Gemeinde meist zwischen 350 und 450 Personen. Die Reblauskrise im Weinbau und der Verlust von Arbeitsplätzen durch die Mechanisierung der Landwirtschaft führten zu einem kontinuierlichen Bevölkerungsrückgang mit Tiefstständen in den 1950er und 1960er Jahren.

## Wirtschaft
Bis in die heutige Zeit spielt die Landwirtschaft die größte Rolle im Wirtschaftsleben der Gemeinde. Der früher hier betriebene Weinbau ist jedoch nach der Reblauskrise gänzlich aufgegeben worden. Tabak und Mais sind ebenfalls auf dem Rückzug – stattdessen dominieren Wälder, Felder und Weiden, aber auch Walnuss-, Esskastanien- und Obstbäume die Region. Auch Gänseleberpastete und Trüffel zählen zu den regionalen Spezialitäten. Einige leerstehende Häuser werden als Ferienwohnungen (gîtes) vermietet.

## Geschichte
Die Pfarrkirche des Ortes war im 12. Jahrhundert eine Prioratskirche der Abtei von Saint-Jean-d’Angély; im Jahr 1317 gehörte sie zum Bistum Périgueux. In einer päpstlichen Bulle aus dem Jahr 1350 wird der Ort unter dem Namen Vayrinhacum erwähnt.

## Sehenswürdigkeiten

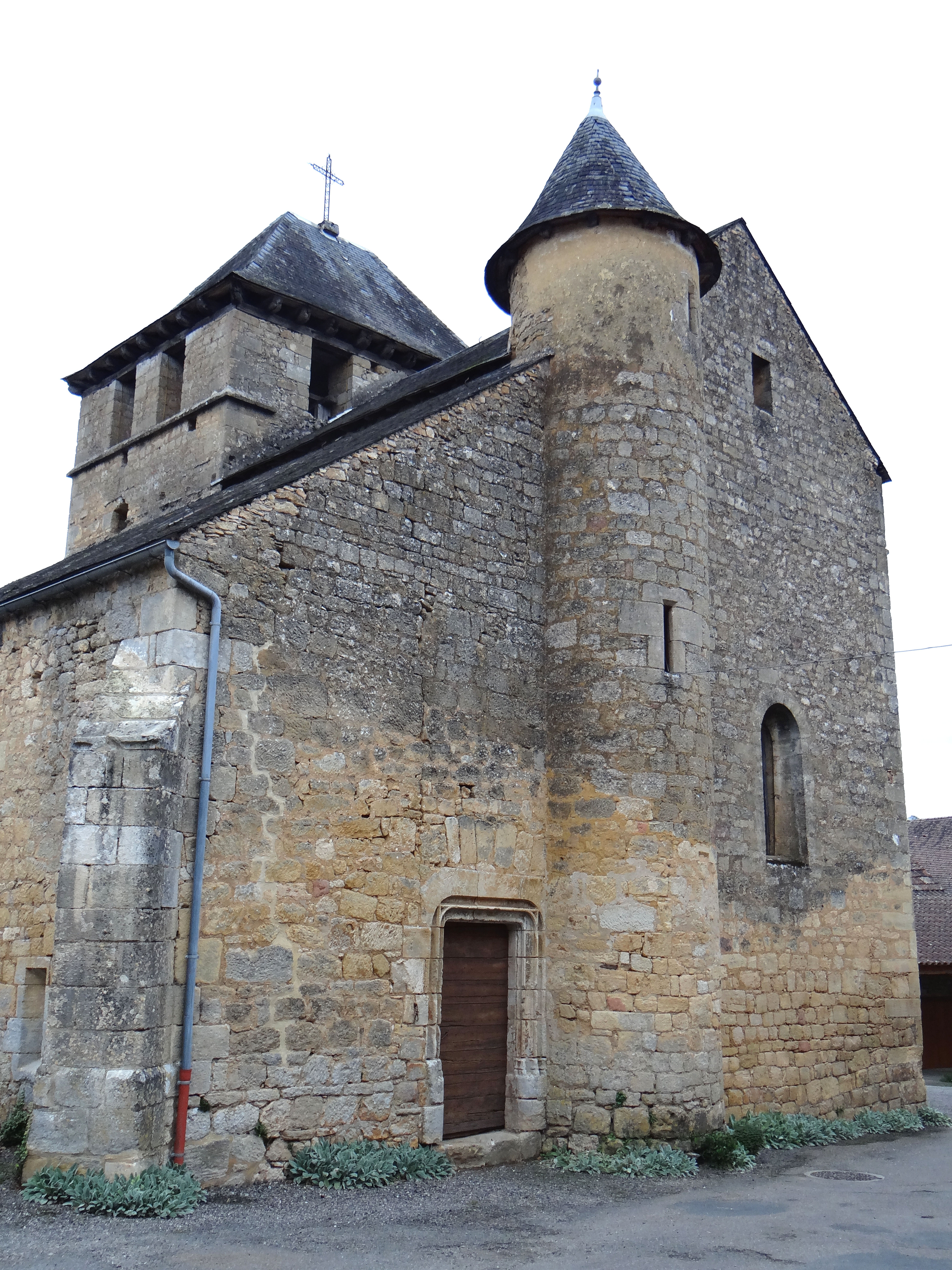
Kirche Saint-Pierre-ès-Liens

- Die Pfarrkirche Saint-Pierre-ès-Liens ist ein Bau des 12. Jahrhunderts, der jedoch im 16. und 19. Jahrhundert in Teilen verändert wurde. Unter der Dachtraufe der Apsis verläuft ein Konsolenfries mit grotesken und obszönen Figuren. Der runde Treppenturm und das nördliche Seitenschiff, durch welches man die Kirche zumeist betritt, wurden im 16. Jahrhundert hinzugefügt. Ein weiteres schmuckloses Portal befindet sich auf der Südseite. In der Apsiskalotte sind Reste einer Christus-Pantokrator-Darstellung in einer Mandorla und umgeben von den vier Evangelistensymbolen erkennbar. Der Kirchenbau ist seit dem Jahr 1948 als Monument historique anerkannt.[1]

Umgebung
- Vom im 15. und 16. Jahrhundert erbauten Château de Rocanadel (44° 49′ 4″ N, 1° 20′ 17″ O) sind nur noch Ruinen erhalten; dennoch wurde der Baukomplex im Jahr 1948 als Monument historique anerkannt.[2]
- Das Château de Veyrignac ist ein zwei- bis dreigeschossiger Bau des 18. Jahrhunderts mit Eckrisaliten; als Architekt wird Jacques-Germain Soufflot genannt, doch wurden dessen Pläne wahrscheinlich vom ausführenden Baumeister überarbeitet. Es steht an der Stelle eines mittelalterlichen Baues, von dem noch zwei Rundtürme erhalten sind. Es befindet sich in Privatbesitz und ist seit 2013 als Monument historique eingestuft.[3]